# Goldkuhl (släkt)

För alfabetisk namnslista, se Goldkuhl.  
Goldkuhl är en svensk släkt med tyskt ursprung.
Släkten härstammar från Johan Conrad Godkuhl som var sidenfärgare i Osnabruck i Westfalen, Tyskland. Hans son Fredrik Wilhelm Goldkuhl, född 1732, kom 1755 till Stockholm, där han blev tobaksfabrikör, och avled 1784. Den svenska släkten som här behandlas
härstammar från en son till honom Johan Wilhelm Goldkuhl, född 1782, som var major och postmästare i Västervik, och avled 1853.

## Stamtavla över kända ättlingar
- Johan Conrad Goldkuhl, sidenfärgare i Osnabruck, Westfalen, Tyskland
  - Fredrik Wilhelm Goldkuhl (1732–1784), tobaksfabrikör, Stockholm
    - Johan Wilhelm Goldkuhl (1782–1853), major, postmästare, Västervik
      - Karl Mauritz Goldkuhl (1819–1884), patron
        - Karl Gustav Goldkuhl (1863–1935), officer
          - Harald Goldkuhl (1891–1950), landsfiskal, lokalpolitiker[1]
            - Gösta Goldkuhl (1928–2008), ombudsman, annonschef
              - Leif Goldkuhl (född 1960), musiker i Colt45 och Kenneth & the Knutters, medförfattare till En riktig jävla schlager

      - Gustaf Albrekt Goldkuhl (1826–1894), rådman, stadskassör
        - Åke Goldkuhl (1867–1970), civilingenjör

      - August Goldkuhl (1830–1904), lasaretts- och stadsläkare, Växjö
        - Henrik Goldkuhl (1865–1930), stadsläkare, Växjö
          - Erik Goldkuhl (1901–1984), läkare, överinspektör för sinnessjukvården, docent i psykiatri

        - Edvard Goldkuhl (1871–1939), officer, Lisebergs förste vd
        - Algot Goldkuhl (1879–1957), bergsingenjör, VD för Stora Långviks Gruf AB

      - Wilhelm Emil Goldkuhl (1831–1902), handlande, Åmål
        - Åke Goldkuhl (1887–1963), handlande, Åmål
          - Lars Åke Goldkuhl (1934–2019), affärsinnehavare, montör
            - Marie Goldkuhl (född 1957)
              - Jenny Goldkuhl (född 1978), radiopratare

        - Gustaf Goldkuhl (1890–1969), ingenjör och skolledare, gift med Carola Goldkuhl (1889–1968), författare
          - Henrik Goldkuhl (1921–1992), källarmästare
            - Göran Goldkuhl (född 1949), professor i informatik